# Société Saint-Jean-Baptiste de Québec
 (décembre 2017).
Si vous disposez d'ouvrages ou d'articles de référence ou si vous connaissez des sites web de qualité traitant du thème abordé ici, merci de compléter l'article en donnant les références utiles à sa vérifiabilité et en les liant à la section « Notes et références ».
La Société Saint-Jean-Baptiste de Québec fut fondée le 19 juin 1842 à l'instigation du docteur Pierre-Martial Bardy (1797-1869) qui en devint alors le premier président.  Le Monument Jacques Cartier-Brébeuf, érigé à Québec, le 24 juin 1889, par la Société Saint-Jean-Baptiste. Les officiers de la Société Saint-Jean-Baptiste de Québec en 1889 sont M. Amédée Robitaille, président , M. Jules Tessier, vice-président , M. Jean-Baptiste Drouyn, trésorier, M. Joseph Beauchamp, secrétaire , J.-H.-E. Plamondon, commissaire-ordonnateur , M. l'abbé I.-A. Paquet, orateur religieux.
La Société a été dissoute officiellement le 17 juillet 2012.  Son dernier président fut Monsieur Gilles Dubord.
Une autre et toute nouvelle société a été fondée le 18 décembre 2017 par trois anciens membres de la Société originale.  Le président de la nouvelle Société Saint-Jean-Baptiste de Québec est M. Henri Rallon.
La SSJBQ utilise le Fleurdelisé, le drapeau officiel de l'État du Québec, comme symbole de ralliement. Elle utilise parfois le tricolore patriote pour les commémorations patriotiques et pour les occasions davantage militantes. Les deux drapeaux étant des symboles qui distinguent notre peuple et représentent son unité politique. Un exemple de l'utilisation des deux drapeaux : .https://www.youtube.com/watch?v=TyYLyfLpfaE
Depuis la fermeture de l'église Saint-Jean-Baptiste, en 2015, la SSJBQ assiste et soutient la messe et la bénédiction du 24 juin de l'abbé Poulin, à la grotte de Notre-Dame, au bout de la rue de Mazenod, dans le quartier Saint-Sauveur.https://www.youtube.com/watch?v=S3cBUwab6J0&t=468s
En 2019, la SSJQ a entrepris, avec succès, des démarches auprès de la Ville de Québec pour faire restaurer la croix catholique au pied de la côte de la Pente-Douce, dans le quartier Saint-Sauveur.
La SSJBQ organise des conférences dans une librairie de Québec, sur des thèmes nationaux et identitaires. https://www.youtube.com/watch?v=mXy6YzUVZYU
Le président de la SSBQ donne une entrevue à la radio CJMD 96,9 de Lévis, dans le cadre des élections municipales 2021, à Québec et à Lévis : https://www.youtube.com/watch?v=A9UXmbbVqHQ Et aussi au sujet de la langue française : https://www.youtube.com/watch?v=Wve9L4SGexc
Tiré du nouveau programme : 
Pour la Nation
La Société Saint-Jean-Baptiste de Québec (SSJBQ) considère que le Québec émane historiquement des Premières Nations et de la Nouvelle-France. Elle constate que le Québec forme une société ouverte de tradition catholique. Elle fera tous ses efforts pour que le Québec recouvre son indépendance, soit sous la forme d'une République, soit sous la forme d'un Domaine étatique indépendant de celui du Canada.
La SSJBQ déclare solennellement que la langue française est la langue officielle du Québec. Compte tenu de l'évolution de l'histoire contemporaine du Québec, des facilités linguistiques, au sens où celles-ci existent en Belgique, pourraient être accordées à la langue anglaise dans des municipalités désignées. Une certaine tolérance à de l’affichage multilingue, avec priorité à la langue française, pourrait être envisagée dans des quartiers particuliers à définir.
La SSJBQ considère que l'économie québécoise en est une d'esprit d'entreprise, dans laquelle les droits des travailleurs et leur éventuelle participation à la gestion sont reconnus. Elle soutient l'action de l'État pour promouvoir et s'investir dans les secteurs économiques émergents. Les sociétés d’État devraient être des véhicules privilégiés de l’action de l’État dans le domaine des ressources naturelles.
La SSJBQ souhaite que l'histoire, les valeurs et les traditions issues de la société dite canadienne-française soient diffusées dans la population et enseignées dans les écoles québécoises. Les immigrants devraient y être sensibilisés et leur nombre accueilli chaque année doit permettre cette intégration. La SSJBQ verra tout particulièrement à commémorer les faits saillants et légendaires de l'histoire du Québec.